# Усиљени марш на Приштину
Усиљени марш на Приштину (рус. Марш-бросок на Приштину), на Западу познато као инцидент у Приштини (енгл. Incident at Pristina), операција је пребацивања комбинованог батаљона Ваздушно-десантне војске (ВДВ) Оружаних снага Руске Федерације, који се налазио у Угљевику у саставу међународног мировног контингента у Босни и Херцеговини, у Приштину, административни центар српске аутономне покрајине Косово и Метохија. Операција је спроведена током ноћи с 11. на 12. јул 1999. године.
Циљ операције био је успостављање контроле над аеродромом Слатина (сада дио аеродрома Приштина) прије британског пододјељења КФОР-а.

## Предисторија
Послије избијања оружаних сукоба између Војске Југославије и Ослободилачке војске Косова, Запад је оптужио српске власти за етничко чишћење. Послије антитерористичке акције Полиције Србије у Рачку, НАТО је упутио ултиматум захтијевајући повлачење српских снага из Аутономне Покрајине Косово и Метохија, која је била претежно насељена Албанцима. Власти Савезне Републике Југославије нису испуниле услове ултиматума. Као резултат, НАТО је 24. марта 1999. покренуо војну операције против Југославије, која трајала до јуна исте године.
Током операције, НАТО авиони су бомбардовали стратешке војне и цивилне циљеве у Југославији. Улазак копнених снага НАТО са подручје Републике Македоније био је одређен за 12. јун. Главни стратешки објекат, који је требало први заузети, био је војни аеродром Слатина, смјештен 15 км југоисточно од Приштине, једини је аеродром са пистом која може прихватити било који тип ваздухоплова, укључујући тешки војни транспорт.
Русија је од самог почетка бомбардовања Југославије покушала да се на политички начин супротстави државама чланицама НАТО-а.

## Припрема за усиљени марш
Према ставу Русије, у намјери да укаже на своје присуство у свјетској политици, као и да осигура своје геополитичке интересе у региону Балкана, руководство Министарства одбране и Министарства спољних послова Русије, уз сагласност руског предсједника Бориса Јељцина, одлучило је да заузме аеродром Слатина и уведе руски мировни контингент на територију Косова и Метохије.
На састанку са првим замјеником Министарства спољних послова Русије Александром Авдејевим закључено је:
Имамо једнака права са осталим учесницима у рјешењу стања на Косову, и зато ћемо, ако не желе да рачунају на нас, дјеловати независно.
У изради плана, поред Авдејева, учествовали су: замјеник директора Одјељења за паневропску сарадњу Министарства спољних послова Александар Алексејев, војни аташе у Београду генерал Евгениј Бармјанцев, генерал-пуковник Виктор Заварзин, официри ГОУ и ГРУ Генералштаба и друга војна лица.
Истовремено, као и у Министарству спољних послова (прије свега у виду специјалног представника предсједника Русије за рјешавање ситуације око СРЈ, Виктора Черномирдина), тако и у Генералштабу (начелник Генералштаба генерал армије Анатолиј Квашнин и др.), било је противника ова операције, који су се плашили конфронтације са Сједињеним Државама и њеним савезницима, јер је премјештање руског батаљона било супротно војним плановима НАТО-а и могло би да доведе до почетка тоталног рата. С обзиром на то, план заузимања аеродрома морао је да се развије у тајности и од многих руских војних лица политичара.
Према генералу Леониду Ивашову, који је у то вријеме био на дужности начелника Главне управе за међународну војну сарадњу Министарства одбране Русије, за предстојећу операцију нису знали ни у Министарству спољних послова. У Генералштабу, Министарству одбране, ваздушно-десантним снагама, дословно је неколицина знала за то. Само шест људи је знало пуни обим операције, укључујући и војно-дипломатско покриће. Чак је и предсједнику Јељцину достављена аналитичка биљешка са уопштеним приједлозима, умјесто конкретних акција за заузимање аеродрома.
У случају напада НАТО снага на руске десантне јединице, планирано је да се спроведу блиц-преговори с војним и политичким руководством Југославије, ступи у војни савез с Југославијом и пружити отпор наступајућим снагама НАТО-а широм Косова и Метохије, истовремено пребацујући на КиМ неколико пукова ВДВ, све до јачине дивизије. Према генералу Ивашову, такав развој догађаја од самог почетка био би осуђен на успјех, будући да руководство НАТО-а није било у потпуности припремљено за копнену операцију у пуном обиму.
У мају 1999. мајор Јунус-Бек Јевкуров, који је у то вријеме био у међународном мировном контингенту у Босни и Херцеговини, добио је строго повјерљив задатак од високе војне команде Руске Федерације: „у саставу групе од 18 војника јединице за посебне намјене ГРУ ГШ ОС Русије, тајно продријети на територију Косова и Метохије, преузети контролу над стратешким објектом — аеродром Слатина и припремити се за долазак главнине снага руског контингента”.
Задатак је извршен, а Јевкорова група, дјелујући под разним ознакама, тајно за околне Србе и Албанце крајем маја 1999. преузела контролу над аеродромом Слатина. Детаљне околности ове операције и даље су повјерљиве.
Војна операција НАТО-а завршена је 10. јуна 1999. године. Према Резолуцији Савјета безбједности УН 1244, мировне снаге НАТО-а размјештене су на КиМ.
Успостављањем контроле над аеродромом Слатина и улазак мировних снага НАТО-а на Косово планирани су 12. јуна. Главнина копнених снага НАТО-а биле је концентрисана у Републици Македонији и припремале су се за улазак на КиМ у јутро 12. јуна.
Руски мировни контингент КФОР-а (јединица ВДВ), стациониран у Босни и Херцеговини, добио је наређене 10. јуна да припреми механизовани конвој и претходница до 200 људи.
Претходница и конвој, у чијем саставу су били оклопни транспортери, моторна возила Урал и УАЗ, припремљени су у најкраћем року. Истовремено, војници (осим команде), који су требали учествовати у усиљеном маршу, до посљедњег тренутка нису знали гдје и зашто се спрема полазак.

## Почетак операције
- Усиљени марш на Приштину 12. јула 1999.
- Ваздушна маршута: пребацивање десантних јединица из Пскова, Рјазања и Иванова.
- Поморска маршута: пребацивање десатних јединица и технике из Туле.

Претходница ВДВ у оклопним транспортерима и моторним возилима кренула је према граници БиХ и СРЈ 11. јуна у 4:00 (по другим изворима, спремност за полазак одређена је у 5:00, а кренули су у 11:00). Старијом оперативном групом ВДВ Русије у БиХ командовао је генерал-мајор Валериј Рибкин и комбат пуковник Сергеј Павлов. На територији Србије колони се придружио генерал-пуковник Заварзин, којег је именовао Генералштаб. Кретали су се брзином испод 80 км/ч. Колона је без потешкоћа прешла границу. До тог тренутка команда НАТО-а није имала информације о почетку усиљеног марша руских десантних снага на Приштину.
Прије преласка границе, ознака руске војне и транспортне технике промијена је из СФОР у КФОР. Особље је имало задатак да пређе више од 600 км у најкраћем могућем року и заузме аеродром Слатина прије доласка НАТО снага. На оклопним транспортерима и возилима биле су истакнуте руске заставе.
Начелник Генералштаба генерал армије Анатолиј Квашнин преко командно-штабне комуникације босанске бригаде наредио је Виктору Заварзину да одмах окрену батаљон у супротном смјеру. Заварзин је то одмах пријавио генерал-потпуковнику Ивашову. Он га је подсјетио да је „одлуку о уласку батаљона донио врховни главнокомандујући — предсједник Русије, а наредбу је дао министар одбране… Према томе, нема окретања и заустављања — само напријед”. Да би Заварзина спасио од нових неовлашћених наредби, Ивашов му је предложио да на неко вријеме искључи мобилни телефон. Убрзо је Квашин поново покушао да пренесе наредбу о заустављању батаљон кроз штаб бригаде (командно-штабно возило имало је своју комуникациону опрему), али Заварзин је, преузимајући пуну одговорност на себе, наставио да иде даље.
Када је батаљон скоро дан касније стигао до административне линије Косова и Метохије, успорио је, као што је и планирано, и 12. јуна током ноћи прешао, тек након што су специјалне снаге НАТО-а (обавјештајне, комуникационе и друге) прешле југословенско-македонску границу и ушле на КиМ. У то вријеме су већ у Бриселу знали за напредовање руских десантних јединица.
Кретање колоне руске војске по Југославији локално становништво схватило је двосмислено. Током проласка кроз територију Србије, укључујући и подручје КиМ, становништво је радосно поздрављало руске војне, бацало цвијеће на опрему, додавало храну и пиће, због чега је кретање колоне мало успорено. Међутим, касније, већ на самом Космету, почеле су конфронтације са сепаратистима.
Колона руских десантних снага у Приштину је стигла 12. јуна око 2:00. Становништво града изашло је на улице у сусрет колони, при томе бацајући петарде, лагане бакље, а негдје се чула и митраљеска паљба. Колона је прошла кроз Приштину за 1,5 час. Непосредно послије Приштине, колона је ушла у Косово Поље, гдје се на кратко зауставила да би разјаснили задатке и добили информације од обавјештајних служби.
Током напредовања колоне сусретали су се са бројним јединицама ВЈ у повлачењу. Десантне јединице су у најкраћем могућем року заузели све просторије аеродрома Слатина, поставили кружну одбрану, организовали контролне пунктове и припремили се за појаву првих колона НАТО-а, које су већ биле на путу. Задатак заузимања аеродрома Слатина извршен је до 7:00 12. јуна. У том тренутку посљедње снаге ВЈ (бомбардери и тенкови) напуштају аеродром и одлазе кроз 20 минута.
CNN је уживо преносио улазак руског батаљона у Приштину.

## Долазак британске колоне
На небу изнад аеродрома око 11:00 часова 12. јула појавио се беспилотни извиђачки авион, а затим је са пункта на улазу у аеродром команда батаљона добила поруку о доласку прве колоне НАТО снага. Били су то британски џипови. С друге стране, приближавали су се британски тенкови Чифтен.
Обје колоне су се зауставиле испред руских контролних пунктова. На небу су се појавили десантни хеликоптери. Пилоти британских хеликоптера су неколико пута покушали да слете на аеродром, али су те покушаје осујетиле посаде руских оклопних транспортера. Чим би хеликоптер покушао слетјети, транспортер би појурио ка њему, спрјечавајући тако његов маневар. Послије неуспјеха, британски хеликоптери су одлетјели.
Генерал Мајкл Џексон, командант груписаних НАТО снага на Балкану, изашао је испред тенковске колоне и окренуо леђа руским војницима, почео гестикулирати према тенковима испред, крећући се уназад до контролног пункта. Старији поручник и командант вода Николај Јациков, који је био на стражарском пункту, тражио је од Џексона да заустави ове акције под пријетњом употребе оружја.
Међутим, генерал га није разумио. Јациков је заузврат наредио војнику да с оклопа и открије ручни бацач граната, показујући у правцу тенкова. Тако се показала озбиљност намјера руске стране. Британски тенкови су остали на својим положајима, прекидајући покушаје пробијања до аеродрома.
Иако је командант НАТО снага у Европи, амерички генерал Весли Кларк наредио британском генералу Мајклу Џексону да заузме аеродром прије руске војске, Британац је одговорио да неће започети Трећи свјетски рат.
Познати британски пјевач Џејмс Блант, који је 1999. служио у НАТО групи, свједочио је наредби генерала Кларка заузимању аеродрома од руских војника. Блант је рекао да неће пуцати на Русе, чак ни по пријетњом суда. Поред тога, Блант је рекао:
Око 200 Руса било је смјештено на аеродрому… Непосредно наређење које је стигло од генерала Веслија Кларка било је „потиснути их”. Кларк је користио изразе који су за нас били необични. На примјер, „уништити”. Постојали су политички разлози за заузимање аеродрома. Али практична посљедица би био напад на Русе.
На крају, Џексон је рекао да „неће дозволити својим војницима да покрену Трећи свјетски рат”. Дао је команду „умјесто напада, опколити аеродром”.
Извођењем усиљеном марша, руски батаљон је остао без залиха, надајући се да ће их добити ваздушним путем авионом. Када су се нашли у окружењу, Руси су, према Блантовим ријечима, неколико дана касније рекли: „Слушајте, немамо више ни хране ни воде. Можда можемо подијелити аеродром?”. Међутим, познато је да је стање са топлим оброцима за руски батаљон ријешено, прије него код Британаца.
Према плану операције послије заузимања аеродрома Слатина, на њега су недуго затим требали слетјети војно-транспортни авиони Војно-ваздушних снага Русије, који би пребацили најмање два пука ВДВ и тешку војну технику. Међутим, Мађарска (чланица НАТО-а) и Бугарска (савезница НАТО-а) одбиле су да Русији одобре ваздушни коридор, што је довело до тога да је 200 руских војника неколико дана само остало један на један са пристиглим НАТО снагама.
Према Ивашову, планирано је да уђу три батаљона:
- Један је требао ићи у Косовску Митровицу на сјеверу Косова и Метохије и обезбјеђивати наш сектор. Мађарска и Румунија нису дозволиле пролазак кроз њихов ваздушни простор, па се батаљон, који је требао ићи у Митровицу, окренуо на Приштину.
- Други је требао извести десант на аеродром у Приштини.
- Трећи као резерва требао је слетјети на српску територију у Ниш.

## Преговори и консензус
Преговори између Русије и НАТО-а (које су представљале САД) вођени су на нивоу министара спољних послова и одбране неколико дана у главном граду Финске Хелсинкију. Цјелокупно вријеме руске и британске снаге у рејону аеродрома Слатина нису попуштале једна другој ни у ком погледу, иако је на аеродром примљена мала делегацију коју је предводио генерал Мајкл Џексон.
Таком сложених преговора, стране су се сложиле да распореде руски мировни контингент на Косову у областима под контролом Њемачке, Француске и Сједињених Држава. Русији није додијељен посебан сектор због страна руководства НАТО-а да би то могло довести до фактичне подјеле покрајине. Истовремено, аеродром Слатина је био под контролом руског контингента, али га снаге НАТО-а могле користити и за пребацивање својих оружаних снага и друге потребе.
У периоду јун—јул 1999 на КиМ је с аеродромa у Иванову, Пскову и Рјазану стигло неколико војно-транспортних авиона Ил-76 с руским мировним контингентом (ВДВ), војном техником и опремом. Међутим, већи број руских војника ушао је на КиМ морском маршутом, велики десантни бродови су се искрцали у грчкој луци Солун — Николај Фиљченков, Азов (БДК-54), Цезар Куников (БДК-64) и Јамал (БДК-67) — а кроз територију Републике Македоније извршили су марш на КиМ.
Почев од 15. октобра 1999, аеродром Слатина почео је да прима и шаље међународне путничке летове, стекавши поново статус међународног аеродрома.

## Исход
Операција је потпуно изненадила НАТО. Усиљени марш на Приштину дозволио је Москви да обезбиједи распоређивање својих мировних снага на сјевер КиМ. Историјски значај ове операције је веома велик, а заједно са чувеним заокретом предсједника Владе Русије Јевгенија Примакова 25. марта 1999. изнад Атлантика у знак протеста против почетка бомбардовања Југославије, означио је почетак преласка Русије на самосталну спољну политику.
Као резултат операције, Русија је добила четири зоне одговорности у КиМ, у којима су се, за разлику од зона одговорности западних сила, Срби осјећали безбједно. Мировњаци из Русије су на КиМ били до 2003, када је руски контингент (650 војника) повучен, а његова имовина је предата команди мировних снага, а заузврат су стигле полицијске формације из Русије.

## Одликовање
Учесници усиљеног марша на Приштину и лица која су учествовала у његовој припреми награђени су посебно утврђеном медаљом „Учеснику усиљеног марша 12. јула 1999. Босна — Косово”.

## Одраз у култури
Усиљеном маршу на Приштину је посвећена композиција Пјесма „Косовског батаљона” (рус. Песня „Косовского батальона“), коју су написали учесници догађаја (музика Д. Зубатенко, текст С. Березовского).
Играни филм Балканска међа (рус. Балканский рубеж; 2019), истоимени роман Ивана Наумова и мини-серија Батаљон (рус. Батальон; 2018) посвећени су догађајима повезаним са усиљеним маршем на Приштину.